# Kanał Węgorzewski
Kanał Węgorzewski (niem. Nähe-Kanal) – kanał mazurski łączący jezioro Mamry z portem w Węgorzewie (przez rzekę Węgorapę). Przechodzi przez niego droga z Rucianego-Nidy i Pisza do Węgorzewa.
Łączy meandry rzeki Węgorapy, dopływu jeziora Mamry Północne.

## Historia kanału

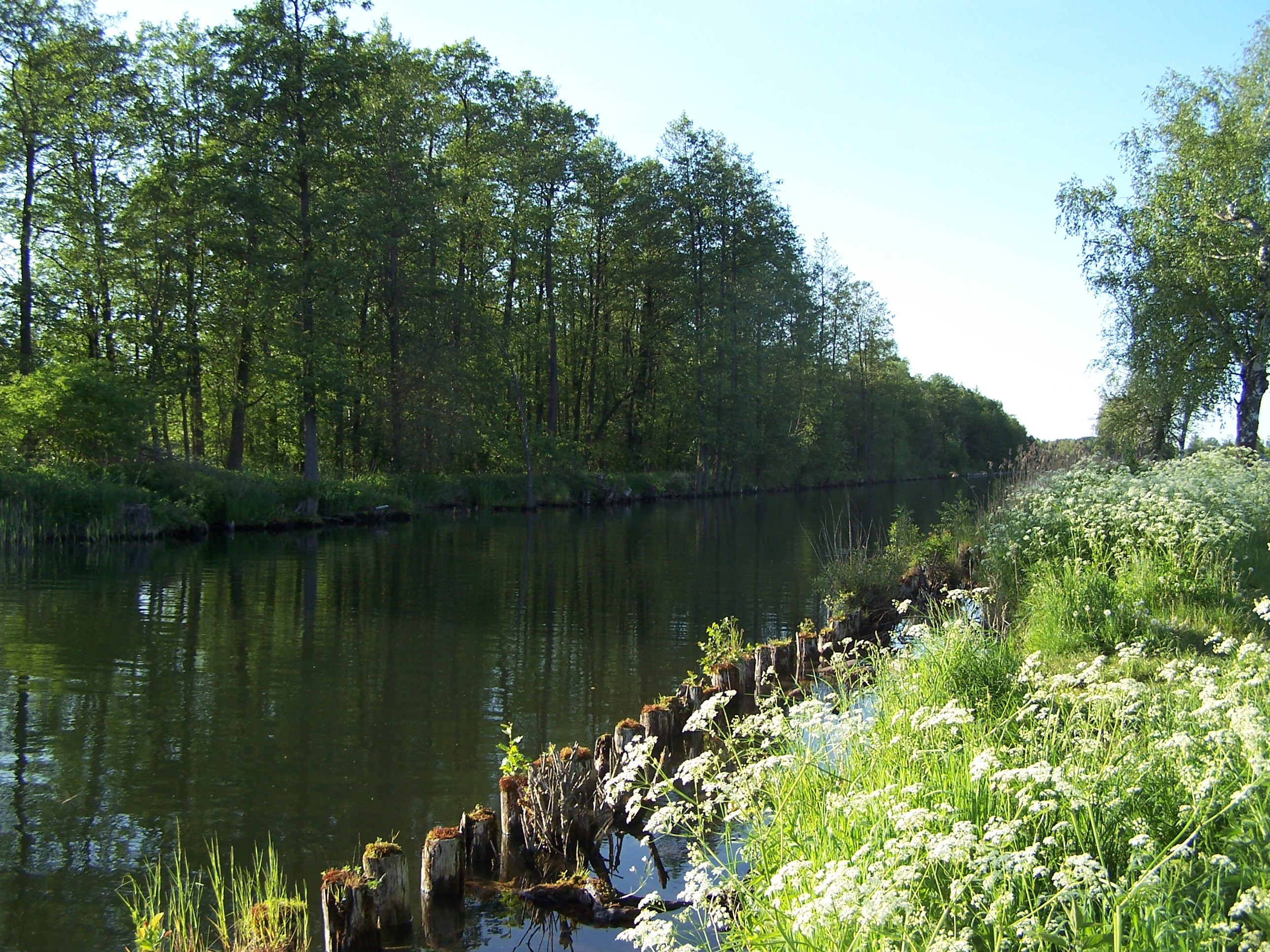
Kanał Węgorzewski

Kanał został wykopany z inicjatywy władz pruskich w latach 1765–1772, jednak w pierwszych dekadach XIX wieku, wraz z pozostałymi kanałami, przestał on funkcjonować. Kanały mazurskie odbudowano w czasie robót publicznych realizowanych w latach 1854–1857.
Kanał ma 920 metrów długości, 10–15 metrów szerokości i średnio 2,5–4 metry głębokości. Jego brzegi zostały wybetonowane podczas jedynego od II wojny światowej remontu w latach 50. XX wieku. Na obu brzegach biegnie (zmodernizowana w 2022 r.) wybetonowana ścieżka do burłaczenia.

## Przebudowa kanału
Przed sezonem 2010/2011 nad kanałem przebiegały trzy linie napowietrzne, które wisiały ok. 10 metrów nad lustrem wody, co wymagało od żeglarzy składania masztów oraz ograniczało rozmiar jednostek, które mogły pokonać kanał. Wiosną 2011 roku linie zostały zdjęte, a w ich miejsce pod dnem kanału położono sieć średniego napięcia.
W marcu 2016 roku została podpisana umowa, a w listopadzie 2018 roku Urząd Marszałkowski Województwa Warmińsko-Mazurskiego oraz Państwowe Gospodarstwo Wodne Wody Polskie rozpoczęły proces modernizacji dróg wodnych na Mazurach, w ramach którego kanał ma zostać przebudowany i pogłębiony, a jego brzegi umocnione betonowymi opaskami.

## Status
Zgodnie z Rozporządzeniem Rady Ministrów z 2002 r. ws. klasyfikacji śródlądowych dróg wodnych, kanał ma klasę żeglowną Ia. Na Mapie Podziału Hydrograficznego Polski ma identyfikator cieku 145323 oraz identyfikator MPHP10 58231149 dla odcinka północnego (Kanał Węgorzewski od oddzielenia się Kan. Młyńskiego do ujścia) i 58231141 dla południowego (Kanał Węgorzewski do oddzielenia się Kan. Młyńskiego). W planie gospodarowania wodami na obszarze dorzecza Pregoły z 2011 został włączony do naturalnej jednolitej części wód PLRW70002058253 (Węgorapa od wypływu z jeziora Mamry do granicy państwa). Znajduje się na obszarze chronionego krajobrazu Krainy Wielkich Jezior Mazurskich.

## Okolice
Przy wyjściu z kanału na Jezioro Mamry znajduje się plaża miejska Mamry ze strzeżonym kąpieliskiem oraz infrastrukturą turystyczną. Wzdłuż kanału biegnie ścieżka pieszo-rowerowa. W wodach i okolicach kanału można zaobserwować m.in. czaple siwe, perkozy, żurawie, kanie i bobry.
W kanale odbywają się zawody wędkarskie organizowane przez Koło PZW Węgorzewo.